# A Sailor Moon epizódjainak listája (1. évad)
Ez a szócikk a Sailor Moon című anime (nálunk "Varázslatos álmok") első évadának epizódismertetőit tartalmazza. A sorozat a TV Asahi és a Toei Animation együttműködésének köszönhetően készülhetett el, 1992–1993-ban. Magyarországon 1997-ben került bemutatásra, az AB International Distribution által végzett szinkronizálás után az RTL Klubon.
Történetvezetése a manga első sztoriszálát követi, a "Dark Kingdom"-ét ("Sötétség Birodalma"). Bemutatkoznak a főszereplők: Cukino Uszagi, Csiba Mamoru, Hino Rei, Mizuno Ami, Kino Makoto és Aino Minako. Mindannyian a Hold harcosai, akik évezredes álom után reinkarnálódtak. Feladatuk akkor is és most is ugyanaz: megállítani a gonosz Beryl királynőt, aki a Föld elpusztítására tör. Közben azonban fel kell deríteniük, hol rejtőzik a rejtélyes Holdhercegnő is, akinél a rejtélyes Ezüstkristály nevű varázstárgy rejtőzik.

## Epizódismertető
Az egyszerűség kedvéért az eredeti japán és az RTL Klub által adott magyar epizódcímek szerepelnek az ismertetőben. A szereplők nevei azonban az eredeti japán változatnak megfelelőek.
| 1 | "Nakimushi Usagi no karei naru henshin" (泣き虫うさぎの華麗なる変身) A bőgőmasina Uszagi varázslatos átváltozása Holdtündér színre lép                            | 1992. március 7.     |
| A tizennégy éves iskoláslányt, Cukino Uszagit egy napon különös meglepetés ér: egy beszélő macska, Luna, elárulja neki, hogy ő Sailor Moon, a rend és az igazság védelmezője. Egy mágikus bross segítségével varázshatalomra tesz szert, s képességeit hamarosan kénytelen lesz használi. Megmenti legjobb barátnőjét, Narut egy gonosz lénytől, s találkozik a fellengősen viselkedő Csiba Mamoruval, valamint egy rejtélyes hőssel, az Álarcos Férfival. | |                      |
| 2 | "Oshioki yo! Uranai house wa yōma no yakata" (おしおきよ!占いハウスは妖魔の館) Büntetést érdemelnek! A jósda egy szörnytanya A jóslat hatalma                     | 1992. március 14.    |
| A Sötétség Birodalmának vezetője, Beryl királynő egyik tábornokát, Jadeite-ot bízza meg azzal, hogy szerezzen emberi energiát úrnője, Metallia számára. Jadeite ennek érdekében egy szörnyet vet be, aki kártyajósnak álcázva magát hipnotizálja az embereket. | |                      |
| 3 | "Nazo no nemuribyō, mamore otome no koisuru kokoro" (謎のねむり病, 守れ乙女の恋する心) Rejtélyes álomkór! Védd meg a fiatal lányok szerelmét A nagy szerelem      | 1992. március 21.    |
| Egy rejtélyes éjszakai, szerelmeseknek szóló rádióadás törzshallgatói között kóros kimerültség lép fel. Sailor Moon-ra hárul a feladat, hogy utánajárjon a dolgoknak. | |                      |
| 4 | "Usagi ga oshiemasu! Surimu ni naruhō" (うさぎが教えます!スリムになる法) Uszagi megtanítja, hogyan fogyj le Éljen a fogyókúra!                                    | 1992. március 28.    |
| Uszagi rettenetesen aggódik amiatt, hogy elhízik. osztálytársnői körében is divat lesz a fogyókúra. Ezt használja ki Jadeite, aki fitneszközpontnak álcázva szívja el az emberek energiáit. | |                      |
| 5 | "Yōma no kaori! Shanēra wa ai wo nusume" (妖魔の香り!シャネラーは愛を盗む) Egy szörny illata! A Chanelák szeretetet lopnak Az új kedvencek                        | 1992. április 11.    |
| Uszagi szeretné, ha a családja is befogadná Lunát, ám öccse másféle háziállat után áhítozik. Ezek a kis lények azonban veszedelmesek, mert az energia elszívására jöttek létre. | |                      |
| 6 | "Mamore koi no merodi! Usagi wa Kyūpiddo" (守れ恋の曲!うさぎはキューピッド) Védd meg a szerelem dalát! Uszagi Cupidót játszik Bunny, a szerelem védelmezője       | 1992. április 18.    |
| Jadeite készít egy kazettát, amelyet a rádióban lejátszva elszívhatja az emberek energiáit. Szörnye azonban elveszíti azt, amely egy híres zenészhez kerül. Usagi a védelmére kel szerencsétlennek, akinek sejtelme sincs arról, hogy véletlenül összecserélt két kazettát. | |                      |
| 7 | "Usagi hansei! Sutā no michi wa kibishii" (うさぎ反省!スターの道はきびしい) Uszagi megtanulja, hogy a sztársághoz vezető út nehéz Csillag született               | 1992. április 25.    |
| Jadeite kihasználja a fiatal lányok hírnév utáni vágyát, és egy szörnye segítségével tehetségkutatót szervez nekik, hogy elszívhassa az energiájukat. Uszagi is szeretne elindulni, s ezért még Naruval is összevesz. | |                      |
| 8 | "Tensai shōjo wa yōma na no? Kyōfu no sennōjuku" (天才少女は妖魔なの?恐怖の洗脳塾) A zseni lány szörny? Az agymosó iskola terrorja Kis zseni vagy ellenség?       | 1992. május 2.       |
| Luna különös energiát érez meg Mizuno Ami, Uszagi iskolatársa körül. Azt gyanítja, hogy ő is a Sötétség Birodalmának egyik ügynöke. Uszagi nem olyan biztos ebben, s végül kiderül, hogy ő valójában Sailor Mercury, a Hold egyik harcosa. | |                      |
| 9 | "Usagi no sainan! Awate tokei ni goyōjin" (うさぎの災難!あわて時計にご用心) Balszerencsés Uszagi! Figyelj a rohanó órákra! Időzavar                               | 1992. május 9.       |
| Jadeite ezúttal az emberek időérzékét becsapva, energiaelszívó ébresztőórákat terjeszt. Uszagi is kap egyet, s ő is a varázslat hatása alá kerül. Ami és Luna együtt bogozzák ki az ügyet, de végül az Álarcos Férfi lesz az, akinek a segítségével a lányok legyőzhetik a gonoszt. | |                      |
| 10 | "Norowareta basu! Honō no senshi Māzu tōjō" (呪われたバス!炎の戦士マーズ登場) Elátkozott buszok! Mars, a tűz harcosa megjelenik Mars tündér, a tűz harcosa        | 1992. május 16.      |
| Egész buszok tűnnek el nyomtalanul, fedélzetükön iskoláslányokkal. Hino Rei, a közeli sintó szentély papnője is gyanúsnak találja a dolgot, s megpróbál mindennek utánajárni. Róla hamarosan kiderül, hogy ő Sailor Mars, a Hold egyik harcosa. | |                      |
| 11 | "Usagi to Rei taiketsu? Yume rando no akumu" (うさぎとレイ対決?夢ランドの悪夢) Uszagi Rei ellen? Rémálom a vidámparkban A vidámpark                               | 1992. május 23.      |
| Beryl királynő mind elégedetlenebb Jadeite teljesítményével. Ő erre egy vidámparkot hoz létre, hogy elszívja az emberek energiáit, ahová a holdharcosok is ellátogatnak. Uszagi és Rei közben minduntalan marják egymást. | |                      |
| 12 | "Watashi datte kare ga hoshii! Gōkasen no wana" (私だって彼が欲しい!豪華船のワナ) Én is akarok egy fiút! Csapda a luxushajón Szerelemhajó                         | 1992. május 30.      |
| Rei nyer egy kétszemélyes hajókirándulást, ahová Amit hívja el magával. Uszagi féltékeny lesz, és ő is feljut a hajóra, mely azonban Jadeite újabb tervének eszköze. | |                      |
| 13 | "Onna no ko wa danketsu yo! Jedaito no saigo" (女の子は団結よ!ジェダイトの最期) A lányok ereje. Jadeite vége Ég áldjon, Jadeite!                                  | 1992. június 6.      |
| Uszagi két férfi: Motoki és a rejtélyes Álarcos Férfi szerelme után áhítozik, de nem tudja eldönteni, melyiket szeresse inkább. Miután Jadeite-ot megfenyegeti Beryl királynő, hogy egy újabb hiba végzetes lehet számára, egy repülőtéren rátámad a holdharcosokra. Ott azonban csúfos vereséget szenved, s ezért örök álomra ítéltetik. | |                      |
| 14 | "Arata naru kyōteki, Nefuraito ma no monshō" (新たなる強敵, ネフライト魔の紋章) Egy erős új ellenfél! Nephrite gonosz teniszütője Az új barát                     | 1992. június 13.     |
| Beryl királynő második tábornokát, Nephrite-et veti be energiagyűjtés céljából. Az ő filozófiája az, hogy az egyes egyénektől sokkal szerencsésebb energiát gyűjteni, mint a tömegektől. Első áldozata Naru gyermekkori barátja, egy teniszjátékos. | |                      |
| 15 | "Usagi aseru! Rei-chan hatsu dēto" (うさぎアセる!レイちゃん初デート) Uszagi őrjöng! Rei első randevúja Az első szerelem                                           | 1992. június 20.     |
| Uszagi megtudja Mamoru nevét, ám érdekesen viszonyul ahhoz a tényhez, hogy Rei szeretne randizni vele. Nephrite megtámadja a helyi park egyik gondozóját. Rei gyanítja, hogy az Álarcos Férfi és Mamoru egy és ugyanaz a személy lehet. | |                      |
| 16 | "Junpaku doresu no yume! Usagi hanayome ni naru" (純白ドレスの夢!うさぎ花嫁になる) Álom egy fehér ruháról. Uszagiból menyasszony lesz A menyasszonyi ruha         | 1992. június 27.     |
| Uszagi egyik tanára férjhez megy, ezért őt és Reit is elkezdi érdekelni egy verseny, amely esküvői ruhák varrásával kapcsolatos. Nephrite is kihasználja a kínálkozó lehetőséget. | |                      |
| 17 | "Moderu wa Usagi? Yōma kamera no nessha" (モデルはうさぎ?妖魔カメラの熱写) Uszagi egy modell? Egy szörny fókuszában Bunny és a fotóművész                         | 1992. július 4.      |
| Egy fotós srácnak hála Uszagi és a barátnői modellek szeretnének lenni. Nephrite azonban kiszemeli a fotóművészt, mint következő áldozatot. | |                      |
| 18 | "Shingo no junjō! Kanashimi no Furansu ningyō" (進悟の純情!哀しみのフランス人形) Shingo ártatlan szerelme. Egy törékeny francia baba A kis művésznő               | 1992. július 11.     |
| Zoisite, Beryl harmadik tábornoka felajánlja segítségét Nephrite-nek, de ő visszautasítja, felbosszantva ezzel őt. Usagi öccsének a barátnője nagyszerű játékfigurákat készít, s ezzel a képességével felkelti Nephrite figyelmét. Mindeközben Sailor Moon is kivételes népszerűségre tesz szert. | |                      |
| 19 | "Usagi kangeki! Takishīdo Kamen no rabu retā" (うさぎ感激!タキシード仮面の恋文) Uszagi izgatott! Tuxedo Mask szerelmes levele Az ébredés                          | 1992. július 25.     |
| Nephrite kihasználja a fiatal lányok szerelmének erejét, s szerelmes leveleket küldözget Uszaginak és osztálytársainak. Naru szerelmes is lesz civil formájába, s ezzel nagy mennyiségű energiához juttatja őt. | |                      |
| 20 | "Natsu yo Umi yo Seishun yo! Omake ni yūrei mo yo!" (夏よ海よ青春よ!おまけに幽霊もよ!) A nyár! Az óceán! A fiatalságunk! És egy szellem! Félelmetes vakáció       | 1992. augusztus 1.   |
| Uszagi és barátnői lemennek a tengerpartra, ahol egy olyan hotelban szállnak meg, ahol a tulajdonosok filmbéli szörnyeknek öltöznek. Mindeközben találkoznak egy szellemszerű jelenéssel és egy különleges pszichikus képességekkel rendelkező kislánnyal. | |                      |
| 21 | "Kodomotachi no yume mamore! Anime ni musubu yūjō" (子供達の夢守れ!アニメに結ぶ友情) Védjétek meg az álmokat! Animéhez köthető barátság Mentsétek meg az álmokat! | 1992. augusztus 8.   |
| A Sailor V-történetekből animációs filmet szeretnének készíteni. Az egyik fő animátor azonban Nephrite új célpontja. Rei és Uszagi elmennek megvizsgálni a helyszínt, ám teljesen lenyűgözi őket a stúdió világa. | |                      |
| 22 | "Gekka no romansu! Usagi no hatsu kissu" (月下のロマンス!うさぎの初キッス) Románc a Hold alatt! Uszagi első csókja Bunny első csókja                              | 1992. augusztus 15.  |
| Egy hercegnő érkezik a városba, akiről mind Luna, mind Beryl úgy hiszik, hogy hátha ő a rejtélyes Holdhercegnő, akit keresnek. Ezért Uszagi álruhában megy el a bálba körülnézni. Kicsit többet iszik a kelleténél, és ezután csókolózik az Álarcos Férfival. Mamoru azt álmodja, hogy ő az Álarcos Férfi, és a Holdhercegnő arra kéri őt, hogy szerezze meg neki az Ezüstkristályt.                                                                       | |                      |
| 23 | "Nagareboshi ni negai wo! Naru-chan no jun'ai" (流れ星に願いを!なるちゃんの純愛) Kívánj a hullócsillagtól! Naru tiszta szerelme Naru szerelme 1                   | 1992. augusztus 22.  |
| Nephrite készít egy kristályt, amely elvezetheti őt az Ezüstkristályhoz. Uszagi megpróbálja elmagyarázni a szerelmes Narunak, hogy Nephrite gonosz ember, de ő nem hisz neki. Megígéri, hogy elhoz egy kristályt az anyjától neki. | |                      |
| 24 | "Naru-chan gōkyū! Nefuraito ai no shi" (なるちゃん号泣!ネフライト愛の死) Naru bánata. Nephrite meghal a szerelemért Naru szerelme 2                               | 1992. augusztus 29.  |
| Nephrite továbbra is bábként kívánja felhasználni Narut, nem sejtve, hogy a kristály valójában a lány szerelmét jelzi. Zoisite, hogy megszabaduljon Nephrite-től, elrabolja a lányt, s a megmentéséért vívott harcban végez is riválisával. | |                      |
| 25 | "Koisuru kairiki shōjo, Jupitā-chan" (恋する怪力少女, ジュピターちゃん) Jupiter, a bátor lány szerelmes A természet ereje                                         | 1992. szeptember 5.  |
| Beryl királynőnek sikerül öntudatra ébresztenie Metaliát, s két másik tábornokát, Zoisite-ot és Kunzite-ot küldi ki, hogy az Ezüstkristály darabkáit magukban rejtő embereket találják meg és vegyék el tőlük a darabokat. Eközben Kino Makoto Uszagiék iskolájába kerül, akiről hamarosan kiderül, hogy ő Sailor Jupiter, a Hold harcosa. | |                      |
| 26 | "Naru-chan ni egao wo! Usagi no yūjō" (なるちゃんに笑顔を!うさぎの友情) Varázsolj mosolyt Naru arcára! Uszagi barátsága A megtalált mosoly                        | 1992. szeptember 12. |
| Naru még mindig nagyon szomorú Nephrite halála miatt, s ezért Uszagi és Umino úgy döntenek, elviszik a városba, hogy jobb kedvre derüljön. Zoisite itt megtámad egy papot a kristálydarabért. Mamoru rájön, hogy ő az Álarcos Férfi. Véletlenül a földön felejt egy medált, amit Sailor Moon megtalál. | |                      |
| 27 | "Ami-chan e no koi!? Mirai yochi no shōnen" (亜美ちゃんへの恋!?未来予知の少年) Ami szerelmes? Egy fiú, aki előre látja a jövőt A kristálygömb                     | 1992. október 10.    |
| Aminál is több pontot ér el egy Urava nevű fiú az iskolai teszten. nemcsak szerelmes lesz a lányba, de rájön, hogy képes előre látni a jövőt. S azt is pontosan tudja, hogy benne van a kristály egyik darabja. | |                      |
| 28 | "Koi no irasuto, Usagi to Mamoru ga sekkin?" (恋のイラスト, うさぎと衛が接近?) Szerelmes képek! Vajon Uszagi és Mamoru közelebb kerülnek egymáshoz? Az utókornak  | 1992. október 17.    |
| Egy festőművész felkéri Uszagit és Mamorut, hogy álljanak neki modellt a következő festményéhez. Sailor Moon felfedezi, hogy az általa megtalált medál az Álarcos Férfié. | |                      |
| 29 | "Daikonsen! Guchagucha koi no shikaku kankei" (大混戦!グチャグチャ恋の四角関係) Teljes káosz! Bonyolult szerelmi kapcsolat Bonyolult szerelmi háromszög           | 1992. október 24.    |
| Makoto szerelmes lesz Motokiba. De Uszagi sem rest utánajárni a dolgoknak. Rájönnek, hogy Motokinak már van barátnője, aki ráadásul Zoisite legújabb célpontja. | |                      |
| 30 | ""Ojī-chan ranshin, Rei-chan no kiki" (お爺ちゃん乱心, レイちゃんの危機) Nagypapa megőrül! Rei veszélyben A tanítvány                                             | 1992. október 31.    |
| Zoisite rájön, hogy a kristály egyik darabja Rei nagyapjában van, amit megpróbál megszerezni. Ettől az öreg furcsán kezd el viselkedni. Egy fiatalember, Juicsiró érkezik a szentélybe. Beleszeret Rei-be, s ezért munkára jelentkezik. | |                      |
| 31 | "Koisarete owarete! Runa no saiaku no hi" (恋されて追われて!ルナの最悪の日) Szerelemtől üldözve! Luna legrosszabb napja Macskaszerelem                            | 1992. november 7.    |
| Lunába szerelmes lesz egy különösen kövérnek mondható házi macska. Mind Zoisite, mind a Holdharcosok úgy sejtik, hogy a kristály utolsó darabja a macska gazdájában van. | |                      |
| 32 | "Umino no kesshin! Naru-chan wa boku ga mamoru" (海野の決心!なるちゃんは僕が守る) Umino eldönti, megvédelmezi Narut Kaland a vidámparkban                         | 1992. november 14.   |
| Luna elmondja a lányoknak, hogy ő a Holdbéli Királyság követe. Umino felfedezi, hogy az Álarcos Férfi karaktere milyen népszerű, így ő is kitalál magának egy hasonló alteregót. | |                      |
| 33 | "Saigo no Sērā Senshi, Vīnasu tōjō" (最後のセーラー戦士, ヴィーナス登場) Az utolsó harcos, Sailor Venus megjelenik Vénusz tündér                                  | 1992. november 21.   |
| Zoisite felfedi kilétét, hogy előcsalja a holdharcosokat és az Álarcos Férfit azért, hogy megszerezze a kristály náluk lévő darabkáit. Harcolni kezdenek, s az Álarcos Férfi valódi kilétére is fény derül. Mindeközben új harcos érkezik, Sailor Venus, és a macskája, Artemisz. | |                      |
| 34 | "Hikari kagayaku ginzuishō! Tsuki no purinsesu tōjō" (光輝く銀水晶!月のプリンセス登場) A fényes Ezüstkristály! Megjelenik a holdhercegnő! Isten hozott, hercegnő! | 1992. november 28.   |
| Aino Minako, az új harcostárs beiratkozik a lányok iskolájába. Zoisite, Beryl királynő tiltása ellenére, párbajra hívja ki az Álarcos Férfit, hogy megszerezze a nála lévő kristálydarabokat. Uszagi követi őt, s így valódi kilétükre is fény derül. Zoisite fondorlattal súlyos sebet okoz Mamorunak, Uszagi pedig a sokk hatására átváltozik a Hold hercegnőjévé.                                                                                       | |                      |
| 35 | "Yomigaeru kioku! Usagi to Mamoru no kako" (よみがえる記憶!うさぎと衛の過去) Visszatérő emlékek. Uszagi és Mamoru múltja Bunny majdnem feladja                    | 1992. december 5.    |
| Uszagi és Mamoru valódi kiléte nem más, mint a Holdhercegnő és Endymion herceg, akik valaha szerelmesek voltak. Az Álarcos Férfi súlyosan megsérül, de az ellenség elrabolja őt. Beryl királynő végez Zoisite-tal, amiért megpróbálta megölni őt. Luna és Artemisz elmesélik a lányoknak a múlt tragikus történetét. | |                      |
| 36 | "Usagi konran! Takishīdo Kamen wa aku?" (うさぎ混乱!タキシード仮面は悪?) Uszagi összezavarodott! Tuxedo Mask ellenség? Barát vagy ellenség?                       | 1992. december 12.   |
| Minako elviszi fodrászhoz a szomorú Uszagit. Egy szörny jelenik meg a helyszínen, aki Minakóra támad, mert azt hiszi, hogy ő Sailor Moon. A helyszínen megjelenik az Álarcos Férfi is, aki legnagyobb megdöbbenésükre úgy tűnik, hogy az ellenségnek dolgozik. | |                      |
| 37 | "Mezase purinsesu? Usagi no chintokkun" (めざせプリンセス?うさぎの珍特訓) Hercegnő szeretnél lenni? Uszagi különös tréningje Hogyan lesz valakiből hercegnő?      | 1992. december 19.   |
| Uszagi a múltjáról ábrándozik, és beiratkozik egy speciális tanfolyamra, hogy jobban hasonlítson egy hercegnőre. Kunzite és az agymosott Álarcos Férfi rivalizálnak egymással, hogy mi a fontosabb: megölni Sailor Moon-t vagy megszerezni az Ezüstkristályt. | |                      |
| 38 | "Yuki yo Yama yo Yūjō yo! Yappari yōma mo yo!" (雪よ山よ友情よ!やっぱり妖魔もよ) A hó! A hegyek! A barátságunk! És persze egy szörny! Holdkirálynőválasztás       | 1992. december 26.   |
| Juicsiró elviszi a lányokat a hegyekbe síelni, ahol épp holdkirálynő-választást rendeznek. Miközben Rei és Uszagi, egy szörny támadásának köszönhetően, átértékelik barátságukat, az Álarcos Férfi továbbra is ellenük harcol. | |                      |
| 39 | "Yōma to pea!? Hyōjō no joō Mako-chan" (妖魔とペア!?氷上の女王まこちゃん) Egy szörny párja? Makoto, a jégkirálynő A jégkirálynő                                   | 1993. január 9.      |
| Amikor Kunzite rájön, hogy a Holdhercegnő egykor nagyszerűen tudott korcsolyázni, felhasználja ezt az információt, hogy csapdába csalja Sailor Moon-t. A legjobb korcsolyázónak azonban Makoto tűnik közöttük. | |                      |
| 40 | "Mizuumi no densetsu yōkai! Usagi kazoku no kizuna" (湖の伝説妖怪!うさぎ家族のきずな) A legendás tavi szörny. Uszagi családi kötelékei A tó szelleme              | 1993. január 16.     |
| Uszagi és a családja kiruccanásra mennek egy vidékre, ahol állítólag annak idején egy félelmetes szörnyet győztek le. Az Álarcos Férfi feltámasztja őt, de a kísérlet balul sül el. | |                      |
| 41 | "Mō koi kara nigenai! Ami to Mamoru taiketsu" (もう恋から逃げない!亜美と衛対決) Nem futok el a szerelem elől! Ami és Mamoru küzdelme Nyílt szívvel                | 1993. január 23.     |
| Beryl királynő a kristály hét hordozóját egyetlen nagy szörnyben kívánja egyesíteni, hogy győzedelmeskedjen. Ami Urava védelmére kel. Uszagi megpróbálja megtéríteni az Álarcos Férfit, de mindhiába. | |                      |
| 42 | "Sērā Vīnasu no kako, Minako no hiren" (Sヴィーナスの過去, 美奈子の悲劇) Sailor Venus múltja! Minako tragikus szerelme Matilda megtört szíve                      | 1993. január 30.     |
| A holdharcosok a Sötétség Birodalmának bejáratát keresik. Kunzite, hogy csapdába csalja őket, Sailor Venus régi angliai barátját szemeli ki új célpontnak. | |                      |
| 43 | "Usagi ga koritsu? Sērā Senshi-tachi no ōgenka" (うさぎが孤立?S戦士達の大ゲンカ) Uszagi egyedül marad? A holdharcosok összecsapása Bunny átáll az ellenséghez     | 1993. február 6.     |
| A holdharcosok azért, hogy becsapják az ellenséget, "kiközösítik" Uszagit, hogy ő az ellenséghez bejutva megmenthesse az Álarcos Férfit. | |                      |
| 44 | "Usagi no kakusei! Chōkako no messēji" (うさぎの覚醒!超過去のメッセージ) Uszagi ébredése. Üzenet a távoli múltból Utazás egy másik dimenzióba                     | 1993. február 13.    |
| Kunzite a harcosokra támad, amikor azok már majdnem megtalálják a Sötétség Birodalmának bejáratát. Visszakerülnek a távoli múltba, s találkoznak a holdbéli királyság királynőjével, aki elmeséli nekik élettörténetüket. Ez a rész Magyarországon nem került levetítésre. | |                      |
| 45 | "Sērā Senshi shisu! Hisō naru saishūsen" (セーラー戦士死す!悲壮なる最終戦) A holdharcosok meghalnak! A tragikus utolsó csata Az utolsó csata                      | 1993. február 20.    |
| Metalia visszatérése egyre közelebbinek tűnik, ezért a holdharcosok a Sötétség Birodalmának bejáratához utaznak. oda azonban nem tudnak lejutni, s bár hosszú harcok árán megtisztítják az oda vezető utat, de Sailor Moon egyedül marad. | |                      |
| 46 | "Usagi no omoi wa towa ni! Atarashiki tensei" (うさぎの想いは永遠に!新しき転生) Uszagi örök kívánsága! Újabb feltámadás! A rossz álom vége                        | 1993. február 27.    |
| Sailor Moon lekerül a Sötétség Birodalmába, ahol először az Álarcos Férfival kell megküzdenie, majd a Metalia és Beryl királynő fúziójából létrejött lénnyel. | |                      |

## Szinkronhangok
| Főszereplő                            | Japán hang               | Magyar hang                |
| ------------------------------------- | ------------------------ | -------------------------- |
| Sailor Moon / Cukino Uszagi / Bunny   | Micuisi Kotono Araki Kae | Csondor Kata               |
| Tuxedo Mask / Csiba Mamoru/ Bourdu    | Furuja Tóru              | Debreczeny Csaba           |
| Sailor Mercury /. Mizuno Ami/ Molly   | Hikaszava Aja            | Mics Ildikó                |
| Sailor Mars / Hino Rei                | Tomizava Micsie          | Dögei Éva                  |
| Sailor Jupiter / Kino Makoto / Marcy  | Sinohara Emi             | Kiss Eszter                |
| Sailor Venus / Aino Minako / Mathilda | Fukami Rika              | Kiss Virág                 |
| Oszaka Naru                           | Kakinuma Sino            | Zsigmond Tamara            |
| Gurió Umino                           | Nanba Keiicsi            | Bartucz Attila             |
| Szakura Harunada tanárnő              | Kavasima Csijoko         | Riha Zsófi                 |
| Motoki                                | Szató Hirojuki           | Seszták Szabolcs           |
| Rei nagyapja                          | Nisimura Tomomicsi       | Pataky Imre                |
| Juicsiró                              | Simada Bin               | Minárovits Péter           |
| Luna                                  | Han Keiko                | Somlai Edina               |
| Artemis                               | Takato Jaszuhiro         | Németh Zsuzsa              |
| Cukino Ikuko                          | Takagi Szanae            | Csizmadia Gabi             |
| Cukino Kendzsi                        | Macsi Júdzsi             | Imre István                |
| Cukino Singó                          | Kavasima Csijoko         | Halasi Dániel              |
| Beryl királynő                        | Han Keiko                | Szalay Mariann             |
| Jadeite                               | Onoszaka Maszaja         | Seszták Szabolcs           |
| Nephrite                              | Mori Kacudzsi            | Fesztbaum Béla             |
| Zoisite                               | Nanba Keiicsi            | Seszták Szabolcs           |
| Kunzite                               | Szogabe Kazujuki         | Mikula Sándor              |
| Metalia királynő                      | Uemura Noriko            | Antal László Hirling Judit |

## Eltérések a mangához képest
- Mamoru egyetemre jár, nem középiskolába, ráadásul egyszer sem láthatjuk őt szemüvegben.
- A Dark Kingdom négy tábornoka szimplán csak a Dark Kingdom gonosz szolgálója.
- Zoisite és Kunzite közt a mangában nincs homoszexuális kapcsolat, ahogy Nephrite sem szeret bele Naruba.
- Csak az animében kerül megemlítésre a hét szivárványkristály és a hozzájuk köthető szörnyek.
- A mangában Rei és Mamoru között semmiféle kapcsolat nincs, az animében randevúznak is. Az utóbbi változatban egyébként a lány jelleme teljesen más: harsány és életvidám, szemben az olvasmányos verzió befelé forduló és rejtélyes karakterével.
- A mangában Mamoru már sokkal hamarabb megsejti, hogy Uszagi lehet Sailor Moon, és később le is leplezi magát előtte.
- Az Álarcos Férfi egyetlen rózsát sem dob el a mangában, miközben az animében belépőjeként rendszerint ezt teszi.
- Az Ezüstkristály előkerülésekor a mangában Mamoru meghal, és gyakorlatilag élőhalott szolgálója lesz a Dark Kingdomnak. Ugyanakkor az animében egyszerűen csak súlyosan megsérül, és a sötét energia segít neki regenerálódni, mely megfertőzi az elméjét.
- A Hold királyságában találnak egy különös kőből készült kardot, amelyet Sailor Venus arra használ, hogy megölje Berylt, majd Sailor Moon azzal végez a már teljesen agymosott Endymionnal, s azzal lesz öngyilkos is. Az animében sem a szerelmesek halála, sem a kard nem található meg.
- A mangában Metalia az igazi ellenség, ugyanis ott nem fuzionál Beryllel, hanem elszabadul, és magába olvaszt mindent és mindenkit, aki az útjába kerül. Sailor Moon már a belsejében végez vele, ahogy megtalálja Kunzite útmutatásai alapján a gyenge pontját.
- Metalia halála után a mangában újjáéled az Ezüst Millennium, de Uszagi nem szeretne uralkodó lenni, inkább a földi életet választja. Cserébe az új holdjogart már a befejezéskor megkapja. Az animében a helyzet bonyolultabb: a győzelem után mindannyian meghalnak, de Sailor Moon utolsó kívánságával az Ezüstkristálytól csak egy átlagos lány életét kívánja, mely teljesül is - cserébe minden emléküket elveszítik a harcokról.